# باتريك كاوديل
باتريك كاوديل (بالإنجليزية: Patrick Cowdell) (مواليد 18 أغسطس 1953) هو ملاكم من المملكة المتحدة، مثّل بلاده في الألعاب الأولمبية الصيفية 1976 وحقق الميدالية البرونزية في فئة وزن الذبابة البانتام.

## روابط خارجية
باتريك كاوديل على موقع بوكس ريك (الإنجليزية) (registration required)
- باتريك كاوديل على موقع اللجنة الأولمبية الدولية (الإنجليزية)
- باتريك كاوديل على موقع أوليمبيديا (الإنجليزية)
- باتريك كاوديل على موقع اللجنة الأولمبية البريطانية (الإنجليزية)
- باتريك كاوديل على موقع اتحاد ألعاب الكومنولث (مؤرشف) (الإنجليزية)